# 五條通
五條通（ごじょうどおり）是京都市主要的東西向道路之一。

## 概要
相當於平安京的六條坊門小路。豐臣秀吉為了参拜方廣寺，將架設在鴨川的五條大橋移至六條坊門小路，之後此道路成為五條通，原本的五條大路改稱松原通。
東西貫穿都市的中心部，幾乎全區間指定為國道的主要幹線。堀川五條以東是國道1號，烏丸五條以西是國道9號（烏丸五條～堀川五條和國道1號重複）。國道8號（烏丸五條以東）、國道162號（天神川五條～西大路五條）也有重複區間。
東側和東大路通的交差點的五條坂交差點付近開始稱作五條坂，五條坂交差點往清水寺的路寬變窄，和清水道（松原通東端）合流。國道1號越過東大路通成為五條外環道，和渋谷通合流越過東山至山科盆地。西側作為國道9號桂外環道，經桂川西大橋接京都縱貫自動車道沓掛IC。

## 沿線主要設施
- 清水寺
- 大谷本廟
- 東山郵便局
- 京阪電氣鐵道京阪本線 - 清水五條車站
- 五條大橋（鴨川）
- 朝日神明宮
- 京都市營地下鐵烏丸線 - 五條車站
- 山陰本線（嵯峨野線） - 丹波口車站
- 京都市中央卸賣市場第一市場
- 京都市立病院
- 京都光華女子大學
- 京都市西京極總合運動公園
  - 陸上競技場兼球技場
  - 野球場

## 交差道路等
東山～桂川間。
| 交差道路等 北←<五條通>→南                    | 交差道路等 北←<五條通>→南               | 交差場所                                | 交差場所                                | 路線番號                                | 自起點 (km)                             |                  |
| -------------------------------------------- | --------------------------------------- | --------------------------------------- | --------------------------------------- | --------------------------------------- | --------------------------------------- | ---------------- |
| 國道1號（五條外環道）大津・山科東野方面      | 國道1號（五條外環道）大津・山科東野方面 | 國道1號（五條外環道）大津・山科東野方面 | 國道1號（五條外環道）大津・山科東野方面 | 國道1號（五條外環道）大津・山科東野方面 | 國道1號（五條外環道）大津・山科東野方面 | 東↑ ∧五條通∨ ↓西 |
| 府道143號四之宮四塚線 <東大路通>             | 府道143號四之宮四塚線 <東大路通>        | 東山區                                  | 東山五條                                | 國道1號                                 |                                         | 東↑ ∧五條通∨ ↓西 |
| <川端通>                                     | <川端通>                                | 東山區                                  | 五條大橋（交差點）                      | 國道1號                                 |                                         | 東↑ ∧五條通∨ ↓西 |
| 鴨川                                         | 鴨川                                    | 東山區                                  | 五條大橋（橋）                          | 國道1號                                 |                                         | 東↑ ∧五條通∨ ↓西 |
| 鴨川                                         | 鴨川                                    | 下京區                                  | 五條大橋（橋）                          | 國道1號                                 |                                         | 東↑ ∧五條通∨ ↓西 |
| 府道32號下鴨京都停車場線 <河原町通>          | 府道32號下鴨京都停車場線 <河原町通>     | 河原町五條                              |                                         | 國道1號                                 |                                         | 東↑ ∧五條通∨ ↓西 |
| 國道367號 <烏丸通>                           | 國道24號 <烏丸通>                       | 烏丸五條                                | 518.2                                   | 國道1號                                 |                                         | 東↑ ∧五條通∨ ↓西 |
| 府道38號京都廣河原美山線 <堀川通> 上賀茂方面 | 國道1號 <堀川通> 大阪・京阪國道口方面   | 堀川五條                                | 518.9                                   | 國道1號                                 |                                         | 東↑ ∧五條通∨ ↓西 |
| 府道38號京都廣河原美山線 <堀川通> 上賀茂方面 | 國道1號 <堀川通> 大阪・京阪國道口方面   | 堀川五條                                | 國道9號                                 | 0.7                                     |                                         | 東↑ ∧五條通∨ ↓西 |
| <大宮通>                                     | <大宮通>                                | 五條大宮                                | 國道9號                                 | 1.0                                     |                                         | 東↑ ∧五條通∨ ↓西 |
| 市道181號京都環狀線 <西大路通>               | 市道181號京都環狀線 <西大路通>          | 右京區                                  | 國道9號                                 | 西大路五條                              | 2.5                                     | 東↑ ∧五條通∨ ↓西 |
| 國道162號 <天神川通>                         | 市道184號宇多野吉祥院線 <天神川通>      | 右京區                                  | 國道9號                                 | 五條天神川                              | 4.0                                     | 東↑ ∧五條通∨ ↓西 |
| 桂川                                         | 桂川                                    | 右京區                                  | 國道9號                                 | 西大橋                                  | 4.7                                     | 東↑ ∧五條通∨ ↓西 |
| 國道9號（桂外環道） 福知山方面               |                                         |                                         |                                         |                                         |                                         | 東↑ ∧五條通∨ ↓西 |

## 別名・延長
- 五條坂（東端區間的別名）
- 東海道（東側在東山五條分岐的延長）
- 山陰道（西側在桂川西大橋的延長）

## 脚注
1. ↑  千宗室・森谷尅久監修　『京都の大路小路』、小学館、1994年。

## 關連項目
- 五條外環道
- 桂外環道

## 外部連結
- 京都國道事務所** 五條通りを歩く（页面存档备份，存于）
- 京都観光Navi:五條通（页面存档备份，存于）

| 京都市內的東西向道路 | 京都市內的東西向道路                   | 京都市內的東西向道路 |
| -------------------- | -------------------------------------- | -------------------- |
| 西至： 桂川西大橋    | 北側相鄰道路：萬壽寺通・萬壽寺南通     | 東至： 清水道        |
| 西至： 桂川西大橋    | 五條通                                 | 東至： 清水道        |
| 西至： 桂川西大橋    | 南側相鄰道路：中堂寺通・楊梅通・渋谷通 | 東至： 清水道        |